# أندرو براون (رسام)
أندرو براون (بالإنجليزية: Andrew Browne)‏ هو رسام أسترالي، ولد في 1960 في ملبورن في أستراليا.